# Paseo de los Pontones
El paseo de los Pontones, antiguamente camino de los Pontones, es una vía del barrio Imperial en el distrito de Arganzuela de Madrid. Desciende desde la glorieta de la Puerta de Toledo hasta el puente de San Isidro, antiguo pontón y antes puente de barcas que servía de atajo para llegar hasta la ermita de San Isidro.

## Historia

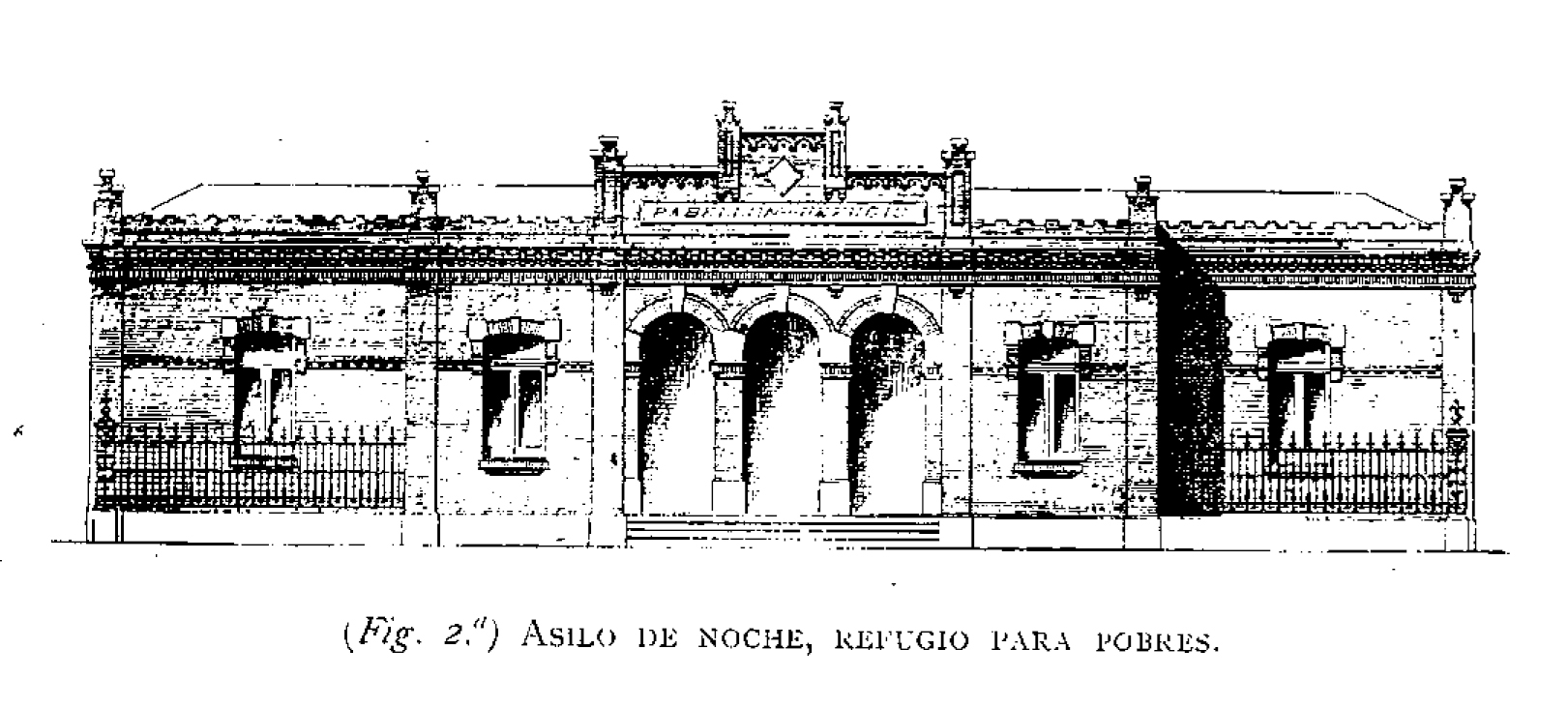
Asilo Tovar

Cuando todavía no era más que un camino que bajaba al río, se instalaban aquí los mercados de ganados que antes se reunían en la llamada plaza del Rastro. Desde 1869 hasta 1936, aproximadamente, fueron los terrenos oficiales para el mercado de caballerías, estampa que aparece representada en diversos dibujos, grabados e incluso pinturas del siglo xix, así como en la obra de reputados fotógrafos como Alfonso Sánchez Portela.
A la derecha del camino de los Pontones, en una amplia explanada, tuvieron lugar ejecuciones capitales de singulares personajes, como el ilustre ladrón Luis Candelas o el general Diego de León, fusilado allí en 1841.
En la parte más cercana al río se construyó hacia 1900 un asilo nocturno (el Asilo Tovar), clausurado por insalubridad, según comenta el cronista Pedro de Répide, y sustituido por el Bazar del Obrero, institución fundada por la condesa de San Rafael.